# Хесус Навас
Хесус Навас Гонзалез (шп. Jesús Navas González; Лос Паласиос и Виљафранка, 21. новембар 1985) је бивши шпански фудбалер, дугогодишњи члан Севиље и репрезентативац. Познат је по својим дриблерским вештинама и брзини. Наступао је најчешће на средини терена, као десно крило. Његов брат Марко је такође фудбалер.

## Каријера

### Млади тим
Навас је био члан Севиља Б-тима од 2000. године, али је тек у сезони 2002/03. добио шансу да заигра. Одиграо је 6 утакмица, без постигнутог гола. Наредне сезоне добија шансу на 22 утакмице и постиже 3 гола. Након одличних партија за Б-тим Севиље добија прилику да заигра за први тим на 5 утакмица.

### Севиља
У сезони 2004/05. Навас бива враћен у Б-тим како би стекао још искуства, али након само четири утакмице бива враћен од стране тренера. У тој сезони Навас је одиграо 23 утакмице у лиги и постигао 2 поготка.
Након неколико изврсних партија 4. маја 2005. потписује 5-годишњи уговор са Севиљом. Такође је исте године добио прилику да заигра за младу репрезентацију.
У сезони 2005/06. Навас игра 35 утакмица и постиже 2 гола. Такође је играо и 11 утакмица у УЕФА купу укључујући и финалну против Мидлзбра. У августу 2006, ФК Севиља и Челси су се договорили око преласка, али Навас није могао да оде збох изражене носталгичности. Он је по избору часописа Дон Балон за најбољег играча био пласиран као 35. у сезони 2005/2006
,38. у сезони 2006/2007, 36. у сезони 2007/2008
.

### Манчестер Сити
Дана 3. јуна 2013. Севиља је на службеној веб страници потврдила да Навас прелази у Манчестер Сити за суму од 14,9 милиона евра.

## Приватни живот
Навас пати од хроничне носталгије, која је у толикој мери изражена да је чак напуштао кампове за тренинге у Шпанији јер су сувише удаљени од Севиље. Он такође пати од напада панике и епилепсије. Навас је одбио да путује са Севиљом у САД на припреме, због носталгије, али је касније одлучио да ће путовати покушавајући тако да се ослободи овога стања.

## Трофеји

### Севиља
- Куп Шпаније (2) : 2006/07, 2009/10.
- Суперкуп Шпаније (1) : 2007.
- Куп УЕФА/Лига Европе (4) : 2005/06, 2006/07, 2019/20, 2022/23.
- УЕФА суперкуп (1) : 2006.

### Манчестер сити
- Премијер лига (1) : 2013/14.
- Лига куп Енглеске (2) : 2013/14, 2015/16.

### Репрезентација Шпаније
- Светско првенство (1) : 2010.
- Европско првенство (2) : 2012, 2024.[6]
- УЕФА Лига нација (1) : 2022/23.
- Куп конфедерација : финале 2013.